# Rich Gang (album)
Rich Gang – wspólna kompilacja dwóch wytwórni Young Money Entertainment, Cash Money Records i związanych z nimi artystami występujący jako supergrupa Rich Gang. Światowa premiera odbyła się 23 lipca 2013 roku. Wydawnictwo ukazało się nakładem Young Money Entertainment, Cash Money Records i Republic Records. W nagraniach udział wzięli poszczególni członkowie obu wytwórni: Birdman, Lil Wayne, Nicki Minaj, Tyga, Mack Maine, Limp Bizkit, Bow Wow, Ace Hood, Jae Millz, Cory Gunz, Gudda Gudda, Caskey, Detail, Busta Rhymes & Mystikal. Natomiast wśród zaproszonych gości pojawili się Future, Meek Mill, French Montana, T.I., Yo Gotti, Flo Rida, Chris brown, Rick Ross, Game, Kendrick Lamar oraz R. Kelly.
Album zadebiutował na 9. miejscu amerykańskiej listy sprzedaży Billboard 200 z wynikiem 24 000 egzemplarzy w pierwszym tygodniu. W następnym tygodniu sprzedaż wyniosła 9 600 kopii, a w trzecim 6 400.

## Lista utworów
| Nr  | Tytuł utworu                                                                          | Producent                              | Długość |
| --- | ------------------------------------------------------------------------------------- | -------------------------------------- | ------- |
| 1.  | „R.G.” (wykonawca: Mystikal)                                                          | Boi-1da, Matthew Burnett, Jordan Evans | 2:53    |
| 2.  | „Million Dollar” (wykonawca: Detail gości. Future)                                    | Detail                                 | 2:27    |
| 3.  | „Tapout” (wykonawca: Lil Wayne, Birdman, Mack Maine, Nicki Minaj gości. Future)       | Southside, TM88, Detail                | 4:35    |
| 4.  | „We Been On” (wykonawca: Birdman & Lil Wayne gości. R. Kelly)                         | R. Kelly, Ronnie D Music               | 5:32    |
| 5.  | „Dreams Come True” (wykonawca: Ace Hood, Mack Maine & Birdman gości. Yo Gotti)        | Nonstop Da Hitman                      | 4:39    |
| 6.  | „50 Plates” (wykonawca: Rick Ross)                                                    | The Mekanics, Spiff TV                 | 3:26    |
| 7.  | „Bigger Than Life” (wykonawca: Tyga, Birdman & Lil Wayne gości. Chris Brown)          | Detail, Bei Maejor                     | 4:43    |
| 8.  | „100 Favors” (wykonawca: Detail, Birdman gości. Kendrick Lamar)                       | Detail                                 | 4:08    |
| 9.  | „Everyday” (wykonawca: Cory Gunz, Birdman, Mystikal & Busta Rhymes)                   | I.N.F.O.                               | 4:13    |
| 10. | „Burn the House” (wykonawca: Detail)                                                  | Detail                                 | 4:25    |
| 11. | „Panties to the Side” (wykonawca: Tyga, Bow Wow & Gudda Gudda gości. French Montana)  | The Runners                            | 4:21    |
| 12. | „Angel” (wykonawca: Mystikal, Jae Millz, Ace Hood, Gudda Gudda, Birdman & Mack Maine) | soFLY & Nius                           | 4:10    |
| 13. | „Sunshine” (wykonawca: Limp Bizkit, Birdman & Caskey gości. Flo Rida)                 | Detail                                 | 4:07    |
|     |                                                                                       |                                        | 53:39   |

| Edycja deluxe (dodatkowe utwory) | Edycja deluxe (dodatkowe utwory)                                           | Edycja deluxe (dodatkowe utwory) | Edycja deluxe (dodatkowe utwory) |
| Nr                               | Tytuł utworu                                                               | Producent                        | Długość                          |
| -------------------------------- | -------------------------------------------------------------------------- | -------------------------------- | -------------------------------- |
| 1.                               | „Have It Your Way” (wykonawca: Birdman & Lil Wayne gości. T.I.)            | Kane Beatz                       | 4:23                             |
| 2.                               | „Paint Tha Town” (wykonawca: Birdman & Lil Wayne gości. Game)              | I.N.F.O.                         | 5:14                             |
| 3.                               | „Fly Rich” (wykonawca: Stevie J, Tyga & Mystikal gości. Future, Meek Mill) | S-X                              | 4:35                             |

| Edycja Best Buy (dodatkowe utwory) | Edycja Best Buy (dodatkowe utwory)                                        | Edycja Best Buy (dodatkowe utwory) | Edycja Best Buy (dodatkowe utwory) |
| Nr                                 | Tytuł utworu                                                              | Producent                          | Długość                            |
| ---------------------------------- | ------------------------------------------------------------------------- | ---------------------------------- | ---------------------------------- |
| 1.                                 | „Here We Are” (wykonawca: Kevin Rudolf, Limp Bizkit, Birdman & Lil Wayne) | Kevin Rudolf                       | 3:43                               |
| 2.                                 | „Savage” (wykonawca: Jae Millz, T. Rone & Birdman)                        | MGEEZY                             | 4:52                               |